# 天潢
天潢，《汉书·天文志》作天横。中国古代星官名，属二十八宿西方七宿的毕宿，位于现代星座的御夫座，含有5颗星。《史记·天官书》中有关天潢的描述为：
王良策马，车骑满野。旁有八星，绝汉，曰天潢。
清代钦天监所编《仪象考成》，天潢增加了2星。

## 所含恒星及对应西方名称[1]
| 天潢一   | 19 Aur |
| 天潢二   | φ Aur  |
| 天潢三   | 14 Aur |
| 天潢四   | σ Aur  |
| 天潢五   | μ Aur  |
|          |        |
| 天潢增一 | 16 Aur |
| 天潢增二 | AR Aur |